# Исак Комнин Ватац (Теодоров син)
Исак Комнин Ватац (грч. Ισαακιος Κομνηνος Βατατζης; умро 1196) је био византијски аристократа и војни заповедник, био је зет цара Алексија III.

## Живот
Исак Комнин Ватац био је најмлађи син Алексија Ватаца, син генерала Теодора Ватаца и порфирородне принцезе Евдокије Комнине, ћерке цара Јована II Комнина (р. 1118–1143), и Марије Пегонитисе. Пар се венчао око 1158. године, на иницијативу цара Манојла I Комнина.
Исак је 1190. године учествовао у походу на влашко-бугарски устанак Асена и Петра на подручје Балканских планина. Заједно са Манојлом Камицесом командовао је претходницом царске војске, док су главнином командовали цар Исак II Анђел (р. 1185–1195, 1203–1204) и његов брат Алексије (будући цар Алексије III Анђел, р. 1195–1203 и). севастократор Јован Дука је командовао позадином. Приликом повлачења кроз уски пролаз, Бугари су дозволили претходници да прође, али су се потом обрушили на остатак војске, који се успаничио и побегао.
Отприлике у исто време оженио се Аном Комнин Анђел, другом кћерком Алексија Анђела. Када је Алексије 1195. свргнуо свог брата и постао цар, Исак га је, као зет, пратио током крунисања. Вероватно је у том тренутку био унапређен у чин севастократора, што је одговарало његовом породичном односу према новом цару.
У лето 1195. бугарски побуњеници су напали област око Сера и ухватили локалног византијског команданта Алексија Аспиета. Исаку је поверено да води кампању против њих.  Према савременом званичнику и историчару Никити Хонијату, побуњеници су у почетку оклевали да се суоче са Исаковом војском, па су се повукли да би извршили мобилизацију у долини реке Стримон. Исак је пожурио у сусрет, али је то учинио нагло, тако да су његови људи и коњи били исцрпљени; Сам Исак је био заробљен у заседи од стране куманског војника, а његова војска је поражена и враћена назад у Сер.  Исак је изведен пред Асена, и одведен у бугарску престоницу Трново, где је био затворен. 
Према једној причи коју је пренео Хонијат, Исак је играо улогу у каснијем атентату на Асена од стране незадовољног бугарског бојара Иванка: Исак је наводно обећао Иванку руку своје ћерке Теодоре у замену за дело.  Међутим, Исак је умро у заточеништву, у пролеће 1196. године, пре Асеновог убиства.

## Породица
У браку са Аном Комнин Анђел, Исаку се родила ћерка Теодора Анђел. Иако је била тек дете, Теодора је била верена за Иванка, који је ступио у царску службу, како би учврстио своју оданост, иако Хонијат извештава да је Иванко уместо тога пожелео Ану. Због њене младости, брак, ако га је икада и било, никада није био конзумиран; Теодора је остала у Цариграду, док је Иванко дигао устанак 1199. године, да би био ухваћен и затворен на превару. Теодора се 1203. године удала за Леополда VI, војводу Аустрије. 
После Исакове смрти, његова жена се поново удала, 1199/1200, за Теодора Ласкариса, будућег оснивача Никејског царства (1204–1222). 